# ¡Adios Amigos!
¡Adios Amigos! (spanisch für: „Auf Wiedersehen Freunde!“) ist das letzte Studioalbum der US-amerikanischen Punkband Ramones. Es erschien 1995. Nach der Auflösung der Band im Jahr 1996 wurden jedoch noch mehrere Live- und Best-Of-Alben der Gruppe veröffentlicht.

## Entstehungsgeschichte
Bereits vor dem Erscheinen des Albums hatte die Gruppe angekündigt, dass ¡Adios Amigos! ihr letztes Studiowerk sein würde. Nach einer zweiundzwanzig Jahre währenden Karriere und nahezu ununterbrochenen Tourneen waren besonders die letzten beiden verbliebenen Gründungsmitglieder, Sänger Joey Ramone und Gitarrist Johnny Ramone, am Ende ihrer kreativen und gesundheitlichen Kräfte.
Nach jahrelang stagnierenden Verkaufszahlen und vergeblichem Hoffen auf größeren kommerziellen Erfolg in Form eines Chart-Hits war der Band der Verkaufserfolg dieses letzten Albums nach eigenen Aussagen weitgehend gleichgültig. Zitat Johnny Ramone:
“It was better when we didn’t care if the record would sell and just made them for our fans.” (deutsch: „Es war besser als es uns egal war, ob sich die Platte verkaufen würde und wir sie nur für unsere Fans aufnahmen.“)
Das Album wurde vom langjährigen Freund der Band, Daniel Rey produziert, der bereits auf früheren Alben der Gruppe als zweiter Gitarrist mitgewirkt hatte. Rey ist auch – gemeinsam mit Ex-Bassist Dee Dee Ramone – Autor von sechs der dreizehn Stücke des Albums und steuerte zu den Aufnahmen außerdem zusätzliche Gitarrenparts bei. Auf vier der enthaltenen Songs übernahm das jüngste Bandmitglied, Bassist C. J. Ramone, den Gesang.
Auf den Abbildungen auf der Umschlaghülle spielt die Band ironisch mit ihrem Selbstbild und ihrer bevorstehenden Auflösung: die Vorderseite zeigt ein Gemälde zweier Dinosaurier von US-Künstler Mark Kostabi, während das rückseitige Hüllenfoto die Band „an die Wand gestellt“ vor einem Erschießungskommando zeigt.

## Die Musikstücke des Albums (Auswahl)
- Die beiden Stücke Making Monsters For My Friends und It’s Not For Me To Know waren bereits 1994 auf Dee Dee Ramones mit der Formation I.C.L.C aufgenommenem Album I Hate Freaks Like You erschienen.
- Der Titel The Crusher ist Dee Dee Ramones kurzer Rap-Karriere als „Dee Dee King“ zu verdanken und war vorab auf dessen unter diesem Pseudonym veröffentlichten Soloalbum Standing In The Spotlight enthalten.[4]
- Außerdem sind Coverversionen von Tom Waits Komposition I Don’t Want to Grow Up und von Johnny Thunders Stück I Love You enthalten.
- Die japanische Ausgabe des Albums enthält eine Ramones-Version des Tribute-Songs R.A.M.O.N.E.S. der Hard-Rock-Band Motörhead als Bonustitel, auf der US-Ausgabe findet man stattdessen eine Cover-Version des Liedes Spider Man (Paul Francis Webster).
- Auf dem letzten Song des Albums, Born To Die In Berlin, singt Dee Dee Ramone den letzten Vers auf Deutsch, aufgenommen über ein Telefon.

## Trackliste
1. I Don’t Want to Grow Up (Tom Waits/Kathleen Brennan) – 2:46
2. Makin’ Monsters for My Friends (Dee Dee Ramone/Daniel Rey) – 2:35
3. It’s Not for Me to Know (Dee Dee Ramone/Daniel Rey) – 2:51
4. The Crusher (Dee Dee Ramone/Daniel Rey) – 2:27
5. Life’s a Gas (Joey Ramone) – 3:34
6. Take The Pain Away (Dee Dee Ramone/Daniel Rey) – 2:42
7. I Love You (Johnny Thunders) – 2:21
8. Cretin Family (Dee Dee Ramone/Daniel Rey) – 2:09
9. Have A Nice Day (Marky Ramone/Garrett Uhlenbrock) – 1:39
10. Scattergun (C.J. Ramone) – 2:30
11. Got a Lot to Say (C.J. Ramone) – 1:41
12. She Talks to Rainbows (Joey Ramone) – 3:14
13. Born to Die in Berlin (Dee Dee Ramone/John Carco) – 3:32

## Kompilation
Das Album ist Teil der zweiten CD The Chrysalis Years. Die Kompilation besteht aus drei CDs: auf der ersten sind die Alben Brain Drain und Mondo Bizarro enthalten, auf der zweiten CD befinden sich die Alben Acid Eaters und Adios Amigos, und auf der dritten CD ist das Livealbum Loco Live (welches das erste Album mit C.J. am E-Bass ist). Die Kompilation heißt „The Chrysalis Years“, weil in der Zeit dieser Alben die Ramones in Großbritannien beim Musiklabel Chrysalis unter Vertrag waren.